# John S. McCain Jr.
John Sidney McCain Jr. (ur. 17 stycznia 1911 w Council Bluffs, zm. 22 marca 1981 nad północnym Atlantykiem) – amerykański wojskowy, admirał Marynarki Wojennej Stanów Zjednoczonych. Syn adm. Johna S. McCaina Sr. oraz ojciec senatora Johna McCaina.

## Życiorys
Urodził się 17 stycznia 1911 w Council Bluffs w stanie Iowa. Dorastał w Waszyngtonie. W 1931 ukończył Akademię Marynarki Wojennej Stanów Zjednoczonych i rozpoczął czynną służbę na pancerniku USS „Oklahoma”. Następnie zaliczył kursy podwodniackie w Submarine School zlokalizowanej w Naval Submarine Base New London. Podczas II wojny światowej dowodził okrętami podwodnymi operującymi na Pacyfiku. W 1965 poprowadził inwazję na Dominikanę, a podczas wojny w Wietnamie był dowódcą naczelnym. W 1972 przeszedł na emeryturę. Zmarł na zawał serca 22 marca 1981. Znajdował się wówczas na pokładzie samolotu wojskowego lecącego nad północnym Atlantykiem z Europy do Stanów Zjednoczonych. Został pochowany na Cmentarzu Narodowym w Arlington 27 marca 1981.

## Odznaczenia
- Navy Distinguished Service Medal – dwukrotnie
- Srebrna Gwiazda
- Legia Zasługi – trzykrotnie
- Brązowa Gwiazda z odznaką waleczności
- Medal Pochwalny Marynarki Wojennej z odznaką waleczności
- American Defense Service Medal – dwukrotnie
- American Campaign Medal
- European-African-Middle Eastern Campaign Medal – czterokrotnie
- Asiatic-Pacific Campaign Medal – czterokrotnie
- Medal Zwycięstwa II Wojny Światowej
- Medal Okupacyjny Marynarki Wojennej
- National Defense Service Medal – dwukrotnie
- Korean Service Medal
- Armed Forces Expeditionary Medal
- Vietnam Service Medal – czterokrotnie
- Legia Honorowa (Filipiny)
- Order Zasługi dla Bezpieczeństwa Narodowego I klasy (Korea Południowa)
- Korean War Service Medal (Korea Południowa) – pośmiertnie
- Medal „Za kampanię w Wietnamie” (Wietnam Południowy)
- United Nations Korea Medal (ONZ)

## Upamiętnienie
- Johnowie S. McCain – senior i junior – byli pierwszymi oficerami w historii US Navy, którzy jako para ojciec i syn służyli w randze admirała.
- Dla upamiętnienia obu admirałów amerykański niszczyciel rakietowy typu Arleigh Burke otrzymał imię: „John S. McCain”.